# فرهاد گوچر
فرهات گوچر (زاده ۱۱ می ۱۹۷۰) پزشک جراح و خواننده ترک است. متولد یک خانواده با ریشه کرد به عنوان پسر ارشد پدر و مادر خود، گوچر در بیره‌جک متولد و بزرگ شده در ایزمیت است.
به درخواست والدینش، او تحصیلات خود را از ۴ سالگی شروع کرد. در سال ۱۹۸۵ از دبیرستان ایزمیت فارغ‌التحصیل شد. وی بعداً برای دانشکده پزشکی استانبول بورس تحصیلی دریافت کرد و در سال ۱۹۸۸ در دپارتمان آواز کنسرواتوار دولتی استانبول ثبت نام کرد و پس از آن بعنوان پیمانکار اپرای و باله دولتی فعالیت کرد.
وی از نوامبر ۲۰۱۲ تا مه ۲۰۱۴، سفیر حسن نیت یونیسف در ترکیه بود. در سال ۲۰۱۷، وی پس از ۲۵ سال کار به عنوان پزشک بازنشسته شد.